# Rimantas Stašys
Rimantas Stašys (* 29. Mai 1968 in Varėna, Litauische SSR) ist ein litauischer Ökonom, Professor der Kazimieras-Simonavičius-Universität.

## Leben
Nach dem Abitur 1986 an der 1. Mittelschule Varėna absolvierte er 1993 das Studium an der Fakultät für Wirtschaft der Vilniaus universitetas und 2001 promovierte in Management und Administration. 
Von 1993 bis 1995 war er Rektorgehilfe in Klaipėda, von 2001 bis 2003 Lektor der Klaipėdos universitetas, von 2001 bis 2005 lehrte am Wirtschaftskollegium Klaipėda, von 2003 bis 2008 am VšĮ Vakarų Lietuvos verslo kolegija, seit 2007 an der Vilniaus verslo teisės akademija in Klaipėda. Seit 2010 ist er Professor der Klaipėdos universitetas.